# Zanthoxylum ekmanii
Zanthoxylum ekmanii är en vinruteväxtart som först beskrevs av Ignatz Urban, och fick sitt nu gällande namn av Brother Alain. Zanthoxylum ekmanii ingår i släktet Zanthoxylum och familjen vinruteväxter. Inga underarter finns listade i Catalogue of Life.